# Margarethengroschen

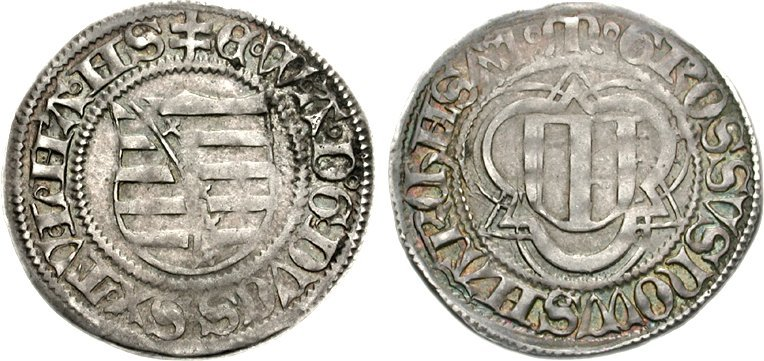
Ernst, Albrecht, Wilhelm III. mit Margaretha (1475–1482), Spitzgroschen 1475, sogenannter Margarethengroschen.

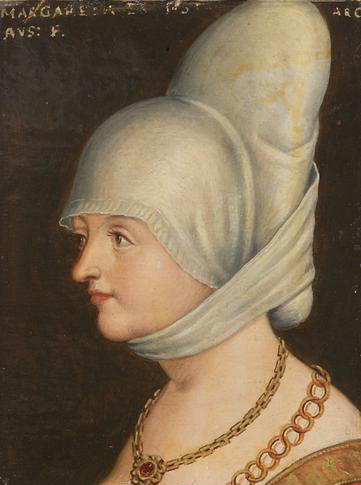
Margaretha, Kurfürstin von Sachsen, Tochter des Erzherzogs Ernst I. von Österreich, besaß in Colditz ab 1463 das Münzrecht. (Porträt um 1580 von Antoni Boys gen. Anton Waiss)

Die sogenannten Margarethengroschen sind die von 1456 bis 1477 geprägten meißnisch-sächsischen Groschen der Münzstätte Colditz mit einem zusätzlichen M am Anfang oder innerhalb der Umschrift. Das M bezieht sich auf Margaretha (* um 1416, † 1486), Gattin Kurfürst Friedrichs II. (1428–1464) von Sachsen. Auf Prägungen von 1456 erscheint Margaretha als illegale Münzfürstin, da sie ihren Namensbuchstaben vor den des Kurfürsten setzte und auch Alleinprägungen herstellen ließ, obwohl sie erst im September 1463 das Münzrecht vom Kaiser bekam.

## Münzgeschichte

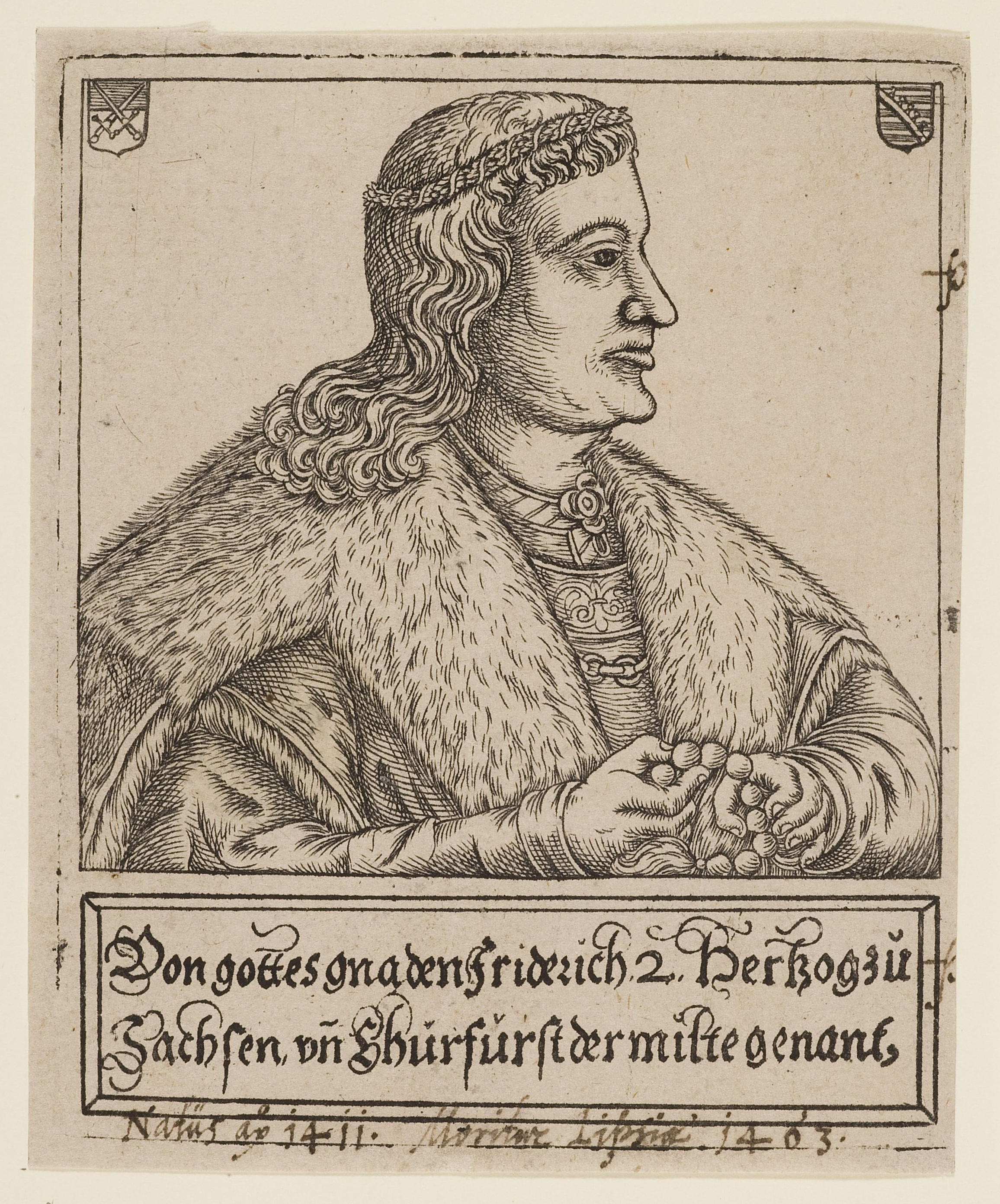
Kurfürst Friedrich II. errichtete seiner Gemahlin die Colditzer Münze (Kupferstich von Balthasar Jenichen 1560/1621)

Als ein außergewöhnliches Ereignis in der Münzgeschichte Sachsens ist zu werten, dass Kurfürst Friedrich II. (der Sanftmütige) seiner Gemahlin Margaretha, Tochter des Erzherzogs Ernst I. von Österreich, als Ausgleich für das ihr zustehende hohe Leibgedinge 1456 in Colditz eine eigene Münze errichtete und ihr gestattete, dort prägen zu lassen, was sie auch tat. Ihr Schwager, Herzog Wilhelm III. (1445–1482) von Thüringen, war gegen die Münzprägungen in der Münzstätte der Kurfürstin, da die großen Mengen der bis 1463 geschlagenen Colditzer Groschen nur durch besondere Silberlieferungen des Kurfürsten ermöglicht werden konnten und er nicht wie bei den Münzstätten Freiberg und Leipzig an dem fälligen Schlagschatz seinen Anteil hatte.

### Streit wegen Münzanmaßung
Da die Kurfürstin auf den ersten Schildgroschen von 1456 ihren Namensbuchstaben vor den des Kurfürsten setzen ließ, konnte dies als ein Zeichen der Münzanmaßung verstanden werden, da sie das Münzrecht nicht besaß. Herzog Wilhelm III. erhob sogleich gegen die Prägungen in Colditz erfolgreich Einspruch. Das Ergebnis des Streits war allerdings nur die Änderung der Namensfolge M(argaretha) F(riedrich) in F(riedrich) M(argaretha). Der Kurfürst erschien nun wieder selbst als Münzherr. Herzog Wilhelm musste sich damit abfinden, da rechtlich nichts mehr einzuwenden war.

### Das Münzrecht der Kurfürstin
Die ablehnende Haltung Herzog Wilhelms gegenüber der Kurfürstin Margaretha mag den Kurfürst veranlasst haben, ein Jahr vor seinem Tod, beim Kaiser Friedrich III. zu bewirken, dass seine Gattin mit Schreiben vom September 1463 das Münzrecht in Colditz zugleich im Namen seiner beiden Söhne Ernst und Albrecht bis an ihr Lebensende erhält. Einzige Bedingung für die Ausübung des Münzrechts war, dass in ihrer Münze nach dem gleichen Schrot und Korn wie in den Münzstätten Freiberg und Leipzig geprägt werden soll.
In einem Artikel über die Münzen und das Münzwesen der Kurfürstin erwähnt F. FRIEDENSBURG eine Urkunde vom 28. September 1463 mit der Auslegung, dass Kurfürst Friedrich II. seiner Gemahlin Margaretha das Münzrecht erteilte, nachdem Kaiser Friedrich III. ihr gestattet hatte, als Fürstin Münzen schlagen zu lassen:
I. 1463 September 28. Kurfürst Friedrich verleiht für sich und seine Söhne seiner Gemahlin, nachdem sie an ihn gebracht, daß der Kaiser Friedrich III. (ihr Bruder) sie „begabet und versehen, daz sie als eine furstin munze schlahen lassen moge“, und nachdem sie ihn (den Kurfürsten) gebeten habe „desgleichen zcu munzen ire lebtage zcu gestatten“ das Münzrecht, „also daz dieselbe unzer liebe gemahel nu vorbasz mehr also lange sie lebet eyne eygene munze zcu Colditz haben, groschen, nuwe und alde pfennige und Heller uff korn, schrott und anderes wie daz alles in unseren munzen zcu Fribergk adir andirswo zcu yderzeit geslagen und gehaltn wird, […]“. Die hier angezogene Begabung Kaiser Friedrichs hat sich bisher nicht auffinden lassen. Man kann sich die Sache aber wohl so denken, daß es den Beteiligten hauptsächlich darauf ankam, die Kurfürstin für die Zeit ihrer Witwenschaft zu versorgen, deshalb wurde  das Münzrecht auch namens der Söhne zugesprochen […].

### Münzeinigung
Nach dem Ableben Kurfürst Friedrichs II. am 7. September 1464 änderte sich die Einstellung Wilhelms zur Kurfürstin. Er prägte ab 1465 wieder in Gemeinschaft mit seinen Vettern in den Münzstätten Freiberg, Gotha, Leipzig, Wittenberg und Zwickau sowie mit der Kurfürstin Margaretha in Colditz.

### Groschen mit einem zusätzlichen „K“
Als Beispiel und Beleg zu einer, den Prägungen von Margarethengroschen ähnlichen münzrechtlichen und münzgeschichtlichen Besonderheit, nannte FRIEDBERG die „Katharinengroschen“. Den zusätzlichen Buchstaben K auf den Schildgroschen mit dem auf der Rückseite vorhandenen Münzmeisterzeichen „Mohnkopf“ des Freiberger Münzmeisters Nicolaus Monhaupt bezog man früher auf die Markgräfin Katharina, Tochter Herzog Heinrichs von Braunschweig, der Gemahlin   Friedrichs des Streitbaren (1381–1428). Diese Schildgroschen mit dem neuen Zeichen K für die Kennzeichnung der Freiberger Münze wurden früher fälschlicherweise als sogenannte Katharinengroschen angesehen. Aus Münzakten der sächsischen und thüringischen Archive ist durch Paul Bamberg eindeutig nachgewiesen, dass im Zusammenhang mit einer neuen Münzordnung (1456) die Schildgroschen das zusätzliche K als Münzzeichen für die Bezeichnung der Münzstätte Freiberg erhielten. (Gleichzeitig wurde in dieser Münzordnung ein L für die Münzstätte Leipzig und ein T für die Münzstätte Gotha festgelegt)
Mitunter erscheint noch heute der in der älteren numismatischen Literatur vorhandene falsche Münzname Katharinengroschen für die Meißner Schildgroschen mit einem zusätzlichen K.

## Die Groschen
Alle hier genannten Groschen stammen aus der Münzstätte der Kurfürstin Margaretha und haben ein zusätzliches M in der Umschrift.  Margarethengroschen kommen bei den Groschentypen Schildgroschen, Schwertgroschen, 6-Hellergroschen, Spitzgroschen und ½ Spitzgroschen vor. Außerdem sind auch Pfennige und Heller der Kurfürstin bekannt.
Die ersten Schildgroschen Margarethas von 1456 ohne Münzmeisterzeichen, in der sie als illegale Münzfürstin erscheint, wurden 1816 von K. F. W. ERBSTEIN mit folgenden Überlegungen veröffentlicht:
Hierzu kommt noch ferner, daß alle diese neuentdeckten Margarethen-Groschen weder auf der Haupt- noch Rückseite ein Münzzeichen haben […] welches nicht nur ein ganz ungewöhnlicher Fall ist, sondern auch Absicht dabei zum Grunde zu liegen scheint […], daß diese Gattung Groschen von der Kurfürstin Margaretha in Abwesenheit ihres Gemahls geprägt worden sind und zwar […] vor dem Jahre 1463, als sie vielleicht mit dem Gedanken umging, ihren Bruder, den Kaiser Friedrich III. um das Recht zu münzen zu bitten, oder bereits schon gebeten hatte und ihr im Voraus angenommener Münzmeister Peter Schwalbe (Schwabe) sein Münzzeichen hier anzuwenden sich nicht getraute […].
Warum Münzmeister Peter Schwabe die Schildgroschen der Margaretha von 1456 ohne Münzmeisterzeichen prägte, ist unbekannt. Es sind jedoch tatsächlich keine Groschen der Kurfürstin mit Münzmeisterzeichen bekannt, die sie als illegale Münzfürstin prägen ließ.

### Prägungen 1456–1477

#### Kurfürst Friedrich II. sowie Herzog Wilhelm III. gemeinsam mit der Kurfürstin Margaretha um 1456
- Schildgroschen ohne Mmz., wahrscheinlich nur kurzfristige geprägt, Namensfolge F(riedrich) W(ilhelm) / M(argaretha). Kur- und Rautengranzschild über dem Lilienkreuz, Freiberger Groschentyp. Bei KRUG ist nur ein Einzelstück mit Gegenstempel vorhanden (KRUG 1101). Da Wilhelm gegen die Münzprägungen in Colditz war, wurden die Groschenprägungen mit seinem Namen wahrscheinlich schnell wieder eingestellt.

#### Kurfürst Friedrich II. mit seiner Gemahlin Margaretha 1456–1464
- Schildgroschen ohne Mmz., geprägt 1456, Namensfolge M(argaretha) F(riedrich) / M(argaretha). Im Vierpass befindet sich das Lilienkreuz, darüber der Landsberger Pfahlschild. Auf der Rückseite ist der nach links steigende Meißner Löwe zu sehen, den Pfahlschild vor sich haltend (KRUG 1102–1129). Auf den frühen 1456 gemünzten gemeinsamen Schildgroschen des Kurfürsten mit seiner Gemahlin erscheint die Kurfürstin als illegale Münzfürstin, da sie erst im September 1463 vom Kaiser das Münzrecht zugesprochen bekam. Diese Groschen wurden ohne Münzmeisterzeichen geprägt.
- Neue Schockgroschen oder 6-Hellergroschen ohne Mmz., im Feld ein f, wahrscheinlich 1456/1457 geprägt, Namensfolge M(argaretha) F(riedrich)/M(argaretha). Auf der Vorderseite befindet sich das Blumenkreuz in Vierpass mit dem Landsberger Pfahlschild belegt, auf der Rückseite der nach links steigende Meißner Löwe. Bei KRUG ist nur ein Einzelstück ohne Abbildung angegeben (KRUG 1199). Margaretha erscheint auf dem Groschen als illegale Münzfürstin. Die Prägung erfolgte ohne Münzmeisterzeichen.

- Schwertgroschen nach der Münzordnung von 1456/57, im Vierpass das Blumenkreuz, darüber der Kurschild mit den beiden gekreuzten Kurschwertern. Auf der Rückseite der nach links steigende Meißner Löwe mit Pfahlschild, Mmz. Doppelkreuz, jedoch meist trotz gleichlanger Querbalken als Patriarchalkreuz bezeichnet, geprägt 1457/1463, Namensfolge F(riedrich) / M(argaretha) (KRUG 1130–1198). Nach erfolgreichem Einspruch Herzog Wilhelms III. von Thüringen gegen die Prägungen in Colditz mit der Kurfürstin als Münzfürstin erscheint von 1457 bis 1463 durch die Abänderung der Namensfolge in F M auf den Colditzer Groschen der Kurfürst nun selbst als Münzherr. Sie wurden nun in großen Mengen produziert. Die Massenprägung ist damit zu erklären, dass Kurfürst Friedrich II. vom Münzgewinn nichts an seinen Bruder Herzog Wilhelm III. abzugeben brauchte (siehe KRUG S. 150).

Colditzer Hohlheller wurden etwa 1461/1463 als Beiwähre geprägt (KRUG 1200/1201).
Die von 1465 bis 1469 geprägten bekannten Horngroschen der Münzstätte Colditz sind nicht in Gemeinschaft mit Margaretha geprägt worden.

#### Kurfürstin Margaretha als Münzfürstin mit Kurfürst Friedrich II. September 1463–1464
- Schwertgroschen mit dem Kurschild über dem Blumenkreuz, Mmz. Doppelkreuz, Namensfolge M(argaretha) F(riedrich) (KRUG 1202–1208). Mit der Verleihung des Münzrechts durch Kaiser Friedrich III. an die Kurfürstin Margaretha im September 1463 war die Berechtigung der Namensfolge M F gegeben.

#### Kurfürstin Margaretha allein 1456–1465
- Schildgroschen mit dem Pfahlschild über dem Lilienkreuz, ohne Mmz., geprägt 1456 von der Kurfürstin allein als illegale Münzfürstin. Ihr Namensbuchstabe M(argaretha) ist am Beginn der Umschrift auf beiden Seiten des Groschens vorhanden. Bei KRUG ist nur ein Einzelstück vorhanden (Nr. 1212 a).

Auch Colditzer Hohlpfennige (KRUG 1209/1210) als Oberwähre und Hohlheller als Beiwähre (KRUG 1211/1212) ließ die Kurfürstin prägen.

#### Kurfürst Ernst, Herzog Albrecht, Herzog Wilhelm III. mit Kurfürstin Margaretha 1475–1482
- Spitzgroschen 1475, Mmz. Doppelkreuz, Namensfolge E(rnst) W(ilhelm) A(lbrecht) / M(argaretha) (KRUG 1593–1600). Innerhalb eines spitzen Dreipasses der einseitig leicht eingebogene Rautenkranzschild, auf der Gegenseite in gleicher Einfassung der Landsberger Pfahlschild.
- Spitzgroschen 1477 wie vorher, Mmz. Kleeblatt und halbe Rose (KRUG 1601, 1602).
- ½ Spitzgroschen 1475 Mmz. Doppelkreuz, Namensfolge E(rnst) W(ilhelm) A(lbrecht) / M(argaretha) (KRUG Nr. 1603–1606). Auf der Vorderseite inmitten eines Dreipasses ist der Rautenkranzschild eingeprägt. Die Rückseite zeigt einen großen Löwenschild. Die halben Spitzgroschen sind schwerer und größer als die ganzen, da ihr Feingehalt entsprechend niedrig ist (½ Spitzgroschen: Feingehalt 312 ‰, Durchmesser 25 mm, Spitzgroschen: Feingehalt = 937 ‰, Durchmesser = 21 mm).[13]

#### Kurfürstin Margaretha allein (1464) 1475–1482
- Spitzgroschen 1475 Mmz. Doppelkreuz. Auf der Vorderseite befindet sich ihr Name M(argaretha). Bei KRUG ist nur ein Einzelstück (Nr. 1607) ohne Abbildung angegeben (von größter Seltenheit).
- ½ Spitzgroschen 1475 Mmz. Doppelkreuz. Auf der Vorderseite befindet sich der Name M(argaretha). Bei KRUG sind nur zwei Einzelstücke (Nr. 1608 und 1609) angegeben (von größter Seltenheit).

Beide Typen sind bei KRUG nur von 1475. Das Münzmeisterzeichen Doppelkreuz befindet sich jeweils auf beiden Seiten der Groschen. Sie wurden nach der gleichzeitigen Münzreform geprägt.

## Die Münzmeister
| Münzmeister                         | von  | bis      | Münzmeisterzeichen              |
| ----------------------------------- | ---- | -------- | ------------------------------- |
| Peter Schwabe                       | 1456 | 1477     | ‡ (Doppelkreuz), auch ohne Mmz. |
| Augustin Horn und Heinz Martersteck | 1477 | 1481 (?) | Kleeblatt und halbe Rose        |